# 维伊勒马雷沙勒
维伊勒马雷沙勒（法語：Villy-le-Maréchal）是法国奥布省的一个市镇，位于该省中部，属于特鲁瓦区和特鲁瓦香槟都会城市圈公共社区，其市镇面积为3.29平方公里，2022年1月1日时人口数量为192人。
维伊勒马雷沙勒是特鲁瓦香槟都会城市圈公共社区的组成部分，位于特鲁瓦市区以南大约17公里。

## 行政
维伊勒马雷沙勒的邮政编码为10800，INSEE市镇编码为10435。

## 地理
维伊勒马雷沙勒（48°11'15"N, 4°4'31"E）位于法国中北部偏东，大东部大区西南部和奥布省中部。
与维伊勒马雷沙勒接壤的市镇包括：阿瑟奈、龙斯奈、维勒默勒伊、维利勒布瓦。
维伊勒马雷沙勒属于塞纳河流域，境内地势平坦。
按照柯本气候分类法，维伊勒马雷沙勒属于温带海洋性气候，全年温差较小，降水分布均匀。

## 历史
维伊勒马雷沙勒历史上长期为一普通村落，中世纪末曾为维勒阿尔杜安家族的领地，法国大革命后设立市镇。

## 交通
奥布省省道D25线、D109线和D123线在经过维伊勒马雷沙勒镇中心交汇。

## 政治
现任维伊勒马雷沙勒市长为克里斯蒂娜·珀蒂女士（Christine Petit）。

## 人口
| 年份   | 1936 | 1946 | 1954 | 1962 | 1968 | 1975 | 1982 | 1990 | 1999 | 2004 | 2009 | 2014 | 2017 |
| ------ | ---- | ---- | ---- | ---- | ---- | ---- | ---- | ---- | ---- | ---- | ---- | ---- | ---- |
| 人口數 | 118  | 129  | 122  | 108  | 111  | 123  | 140  | 135  | 132  | 135  | 159  | 181  | 188  |

## 景点
- 维伊勒马雷沙勒教堂（法语：Église de la Nativité-de-la-Vierge de Villy-le-Maréchal）